# Hollywood Undead
Pour les articles homonymes, voir HWU.
Hollywood Undead (HWU) est un groupe américain de rap rock, originaire de Los Angeles, en Californie. Le groupe est formé en 2005. Au début de 2010, le groupe annonce le départ de son chanteur Deuce. Deuce sera vite remplacé par Daniel Murillo, surnommé Danny. Ils comptent quatre albums : Swan Songs en 2008, suivi deux ans plus tard de Desperate Mesures qui contient à la fois des chansons inédites, des reprises, des chansons enregistrées en live et un DVD de 60 minutes retraçant un concert. L'album American Tragedy est publié le 5 avril 2011. Le single Hear Me Now est disponible depuis le 21 décembre 2010 et le 5 février 2011 à minuit, le groupe met en ligne une nouvelle chanson de leur dernier album, intitulé Comin' in Hot, il est le premier album où chante Danny, depuis le départ de Deuce.
Leur troisième album Notes from the Underground est publié le 8 janvier 2013. Le quatrième album du groupe intitulé Day of the Dead est publié le 31 mars 2015. Leur cinquième album, intitulé V, est prévu pour le 27 octobre 2017. Le 2 novembre de l'année suivante, le groupe sort un EP intitulé Psalms, comportant 5 chansons.
Le groupe prévoit la sortie de leur sixième album New Empire Vol.1 pour le 14 février 2020. Leur septième album New Empire Vol.2 sort le 4 décembre 2020.
Le 12 août 2022, le groupe sort leur huitième album, Hotel Kalifornia. Une version Deluxe de ce même album sortira le 28 avril 2023 comportant 6 nouvelles chansons.

## Historique

### Formation etSwan Songs(2005–2009)

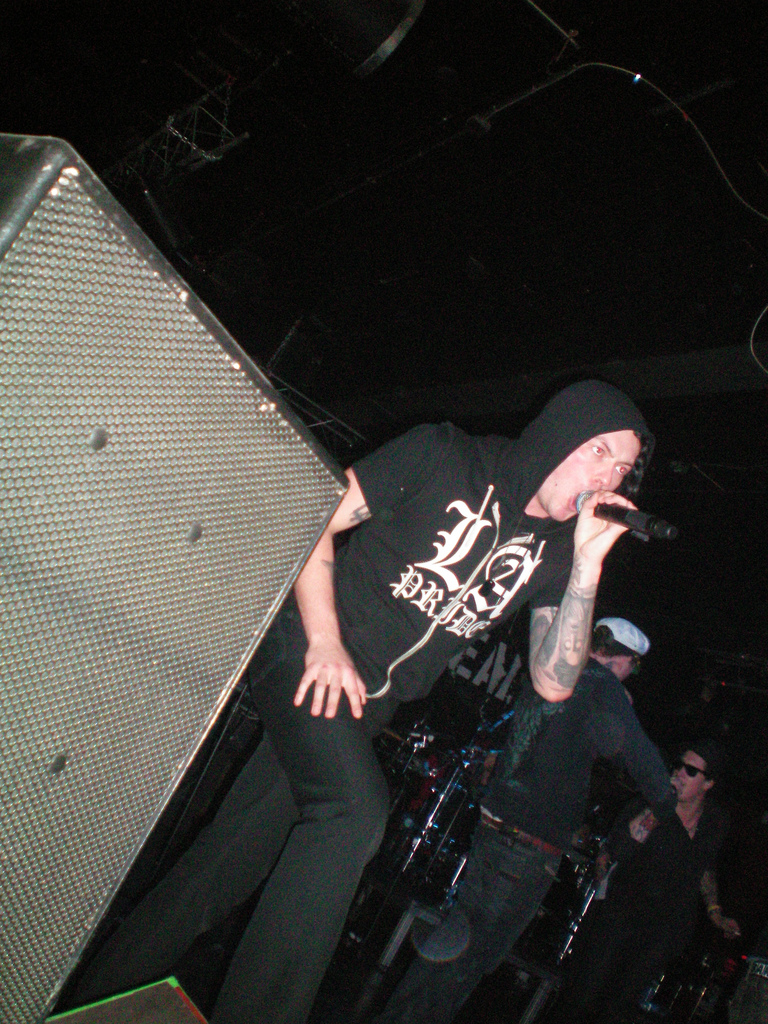
Da Kurlzz sur scène en 2008.

Le groupe est formé le 3 juin 2005 sous le nom de The Kids. Le groupe est alors composé de Jorel Decker (J-Dog) et Aron Erlichman (Deuce). Ils sont vite rejoints par Jeff Philips (Shady-Jeff), George Ragan (Johnny 3 Tears ou Tha Server), Jordon Terrell (Charlie Scene), Dylan Alvarez (Funny Man), et Matthew Busek (Da Kurlzz).
Quelque temps après, Shady quitte le groupe à la suite d'un conflit avec Deuce. Shady explique que lors de sa fête d'anniversaire, Deuce se montre agressif envers les invités. Après avoir menacé d'appeler la police, Shady braque donc Deuce avec un pistolet pour le forcer à partir, lui expliquant que personne n'avait le droit de le menacer, lui ou sa famille. Deuce affirme plus tard lors d'une interview que Shady avait braqué l'arme sur lui sans raison apparente. Shady travaille désormais comme mécanicien. Durant ces deux années, le groupe a longuement cherché une maison de disque qui n'essayerait pas de censurer leur premier album. Ils ont tous d'abord signé un contrat avec MySpace Records en 2005, qui voulait censurer l'album. C'est donc chez A&M/Octone Records qu'ils signent.
Le 2 septembre 2008 sort leur premier album intitulé Swan Songs, dès sa première semaine de sortie, l'album se vend à 21 000 exemplaires, et atteint la 22e place sur le Billboard 200. En avril 2009, le groupe part en tournée avec Skrillex, le 23 juin 2009, il publie Swan Songs B-Sides EP sur iTunes. Le 10 novembre de la même année, le groupe sort un album comprenant un CD et un DVD intitulé Desperate Measures qui contient des chansons inédites, des reprises ainsi que des remixes,. Grâce à Swan Songs et Desperate Measures, le groupe remporte le prix du meilleur Rock/Rap artiste aux Request Awards en décembre 2009. À sa première semaine de sortie, Desperate Measures atteint la 29e place du Billboard 200. Il atteint également la 10e place des Billboard Rock Albums, la 8e place des Alternative Albums, la 5e place des Hard Rock Albums, et la 15e place des Digital Albums.

### Départ de Deuce etAmerican Tragedy(2010–2011)
Au début de 2010, le groupe annonce que Deuce quitte le groupe à la suite de divergences musicales. Deuce était déjà absent sur certains concerts de la tournée Vatos Locos,. Le groupe demande alors à un ami de longue date du nom de Daniel Murillo de le remplacer, Daniel accepte en abandonnant sa participation aux auditions de la saison 9 d'American Idol, il quitte également son groupe Lorene Drive. Au milieu du mois de janvier, Daniel devient officiel dans le groupe sous le nom de Danny,.
Plus tard, Deuce sort la chanson Story of a Snitch où il explique qu'il se fait expulser d'Hollywood Undead. Le groupe déclare qu'ils ne voulaient pas « s'abaisser à son niveau » et a choisi de simplement ignorer la controverse. Lors d'une interview, Johnny 3 Tears et Da Kurlzz expliquent que Deuce était comme un enfant pourri gâté, qu'il fallait tout le temps lui faire plaisir en lui donnant tout ce qu'il voulait. J-Dog et Charlie Scene ont également déclaré : « Deuce voulait avoir son assistant personnel (Jimmy Yuma) sur la tournée, aucun d'entre nous n'a d'assistant personnel, nous ne sommes pas égocentriques ». Nous n'avons pas besoin de cela, et il voulait que le groupe paye tout pour lui et nous l'avons fait pendant quatre mois. Nous sommes allés à l'aéroport pour prendre l'avion pour notre prochaine tournée, et il ne s'est pas présenté. Nous l'avons appelé et il n'a pas répondu. Ainsi, pour les deux premières semaines de cette tournée, je chantais toutes ses parties. Il est très difficile de distinguer le vrai du faux dans l'affaire qui oppose Hollywood Undead à Deuce. Deuce engagera des poursuites contre Hollywood Undead mais aussi Shady Jeff, un ancien membre de Hollywood Undead, lui aussi renvoyé car « il ennuyait tout le monde et ne servait pas à grand chose », qui lui aurait braqué une arme sur la tête pour lui faire quitter le groupe[réf. nécessaire].
En décembre 2010, Hollywood Undead rentre en co-tête d'affiche avec Avenged Sevenfold et Stone Sour sur la tournée Nightmare After Christmas pour la promotion de leur second album studio American Tragedy prévu pour 2011. Entre décembre 2010 et mars 2011, le groupe distille plusieurs nouvelles chansons de l'album gratuitement sur Internet. L'album publie le 1er avril 2011 et se vend à 67 000 exemplaires pour sa première semaine, il atteint la quatrième place au Billboard 200 et la première place du Top Albums Hard Rock Charts. À la suite du succès de l'album en Amérique du Nord, en Angleterre et en Australie, le groupe décide de sortir American Tragedy: Redux le 21 novembre 2011. 10 jours avant, ils rejoignent une nouvelle fois Avenged Sevenfold pour World War III Tour.

### Day of the Dead (2014–2016)

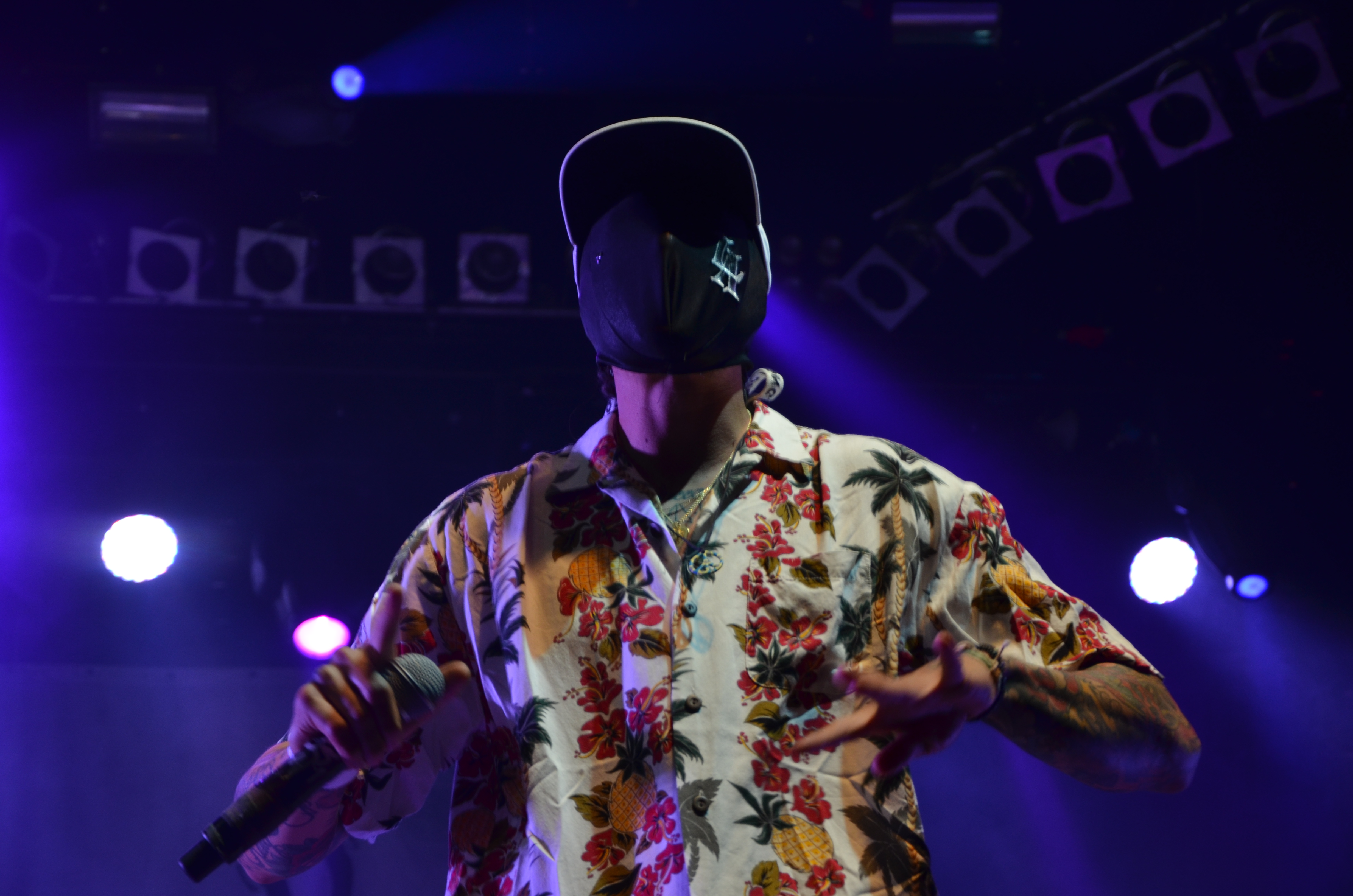
Hollywood Undead, au Rock am Ring en 2015.